# ヤコブ・ラウルセン
ヤコブ・タイセン＝ラウルセン（Jacob Thaysen-Laursen、1971年10月6日 - ）は、デンマーク・ヴァイレ出身の元同国代表サッカー選手。現役時代のポジションはDF。

## 経歴
1989-90シーズンにヴェイレBKでプロデビューを果たし、1995-96シーズンまでデンマークのクラブで経験を積んだ。1996年7月、当時プレミアリーグに所属していたダービー・カウンティFCへ移籍すると、4シーズンの間レギュラーとしてプレーした。しかし、2000-01シーズン開幕前に母国デンマークに残した妻子との時間を優先し、FCコペンハーゲンに加入した。その後はイングランドのクラブやオーストリアのクラブを転々とし、2004-05シーズン終了後に現役を引退した。
1995年1月8日、キング・ファハド・カップ1995の開幕戦サウジアラビア代表戦でデンマーク代表デビューを果たした。自身はUEFA EURO '96と1998 FIFAワールドカップの2つのメジャー大会に出場したが、イェス・ヘフとマルク・リーパーからレギュラーの座を奪えず、A代表通算25試合の出場に留まった。

## 代表歴

### 出場大会
- デンマーク代表
  - 1998 FIFAワールドカップ (ベスト8)

### 試合数
- 国際Aマッチ 25試合 0得点（1995年-1999年）[3]

| デンマーク代表 | 国際Aマッチ | 国際Aマッチ |
| 年             | 出場        | 得点        |
| -------------- | ----------- | ----------- |
| 1995           | 10          | 0           |
| 1996           | 6           | 0           |
| 1997           | 4           | 0           |
| 1998           | 3           | 0           |
| 1999           | 2           | 0           |
| 通算           | 25          | 0           |

## タイトル

### クラブ
シルケボー
- デンマーク・スーペルリーガ : 1回 (1993-94)

コペンハーゲン
- デンマーク・スーペルリーガ : 1回 (2000-01)

### 代表
デンマーク代表
- キング・ファハド・カップ : 1回 (1995)